# گروه جی‌پی‌تی
گروه جی‌پی‌تی (انگلیسی: GPT Group) شرکت املاک استرالیایی است، که در سال ۱۹۷۱ تأسیس شد.